# Flån (Svärdsjö socken, Dalarna)
Flån är en sjö i Falu kommun i Dalarna och ingår i Dalälvens huvudavrinningsområde. Sjöns area är 0,037 kvadratkilometer och den är belägen 160 meter över havet.